# Ступки (Вінницький район)
Сту́пки — село в Україні, в Оратівській селищній громаді Вінницького району Вінницької області. Розташоване на лівому березі річки Гірський Тікич (притока Тікичу) за 17 км на південний схід від смт Оратів. Населення становить 24 особи (станом на 1 січня 2018 р.).

## Історія
Село засноване 1736 року. 
12 червня 2020 року відповідно до Розпорядження Кабінету Міністрів України № 707-р «Про визначення адміністративних центрів та затвердження територій територіальних громад Вінницької області» увійшло до складу Оратівської селищної громади.
19 липня 2020 року, в результаті адміністративно-територіальної реформи та ліквідації Оратівського району, село увійшло до складу Вінницького району.

## Населення

### Мова
Розподіл населення за рідною мовою за даними перепису 2001 року:
| Мова       | Кількість | Відсоток |
| ---------- | --------- | -------- |
| українська | 57        | 96.61%   |
| російська  | 2         | 3.39%    |
| Усього     | 59        | 100%     |

## Галерея

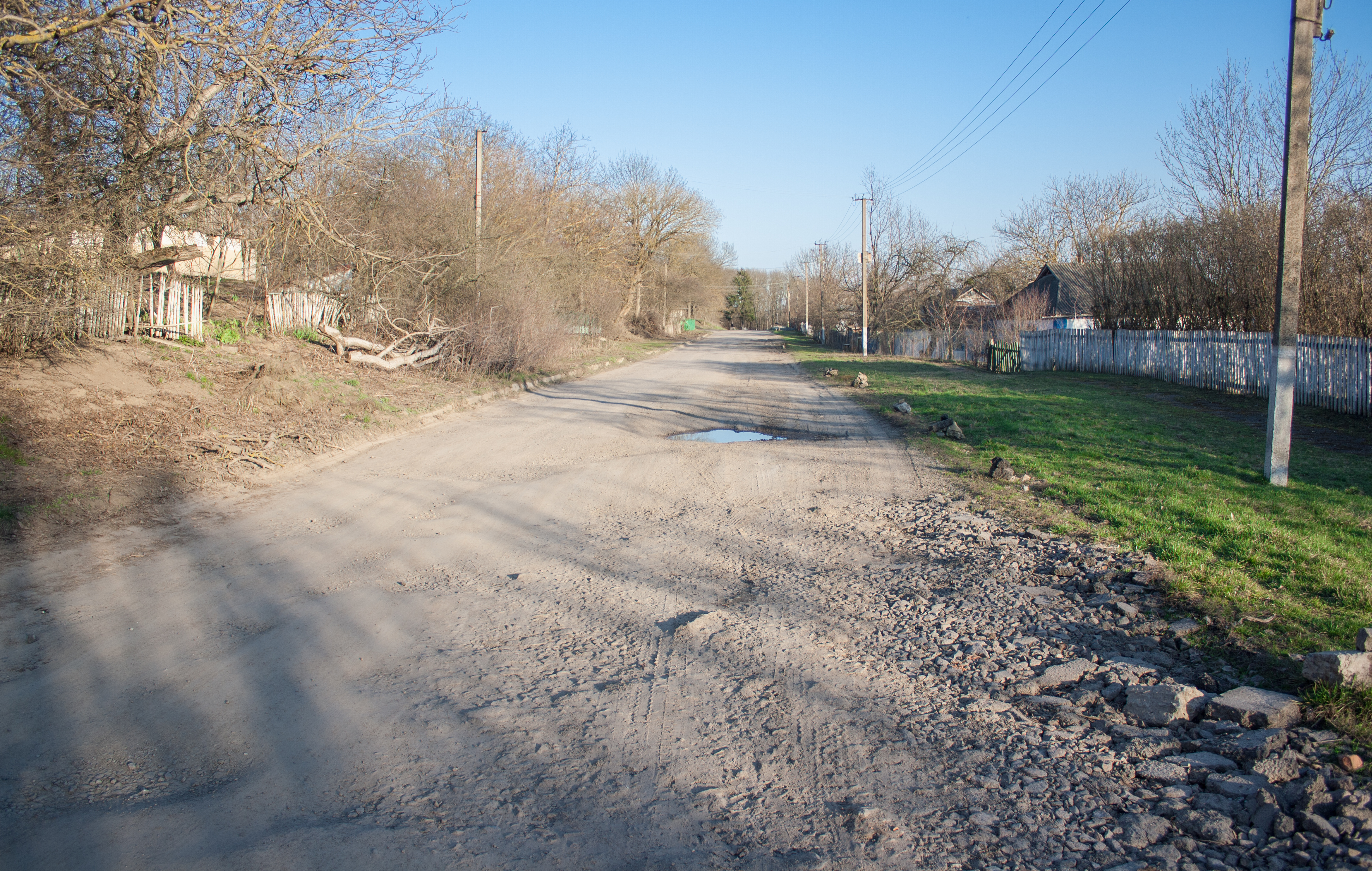
Головна вулиця
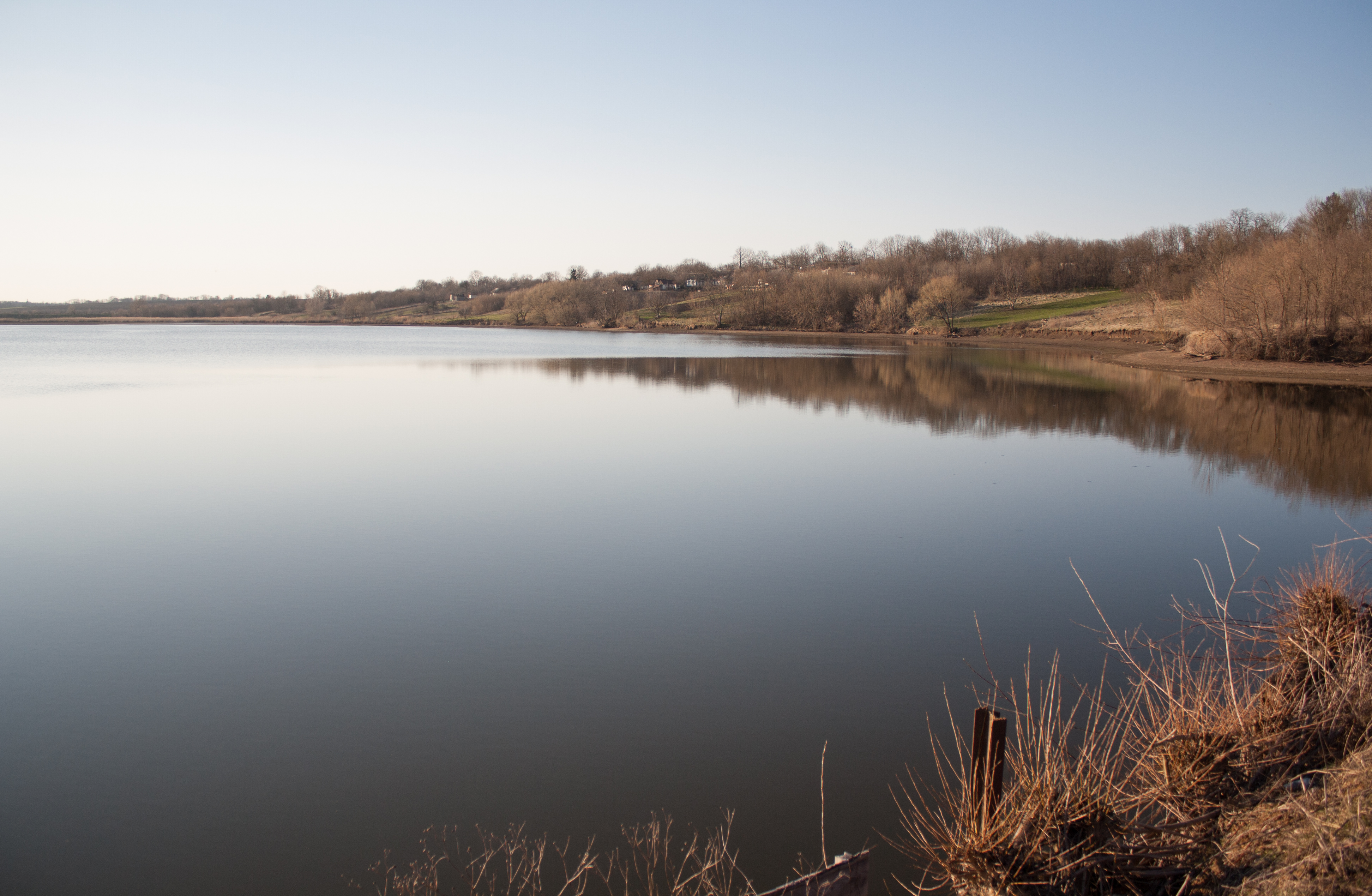
Ставок на річці Гірський Тікич
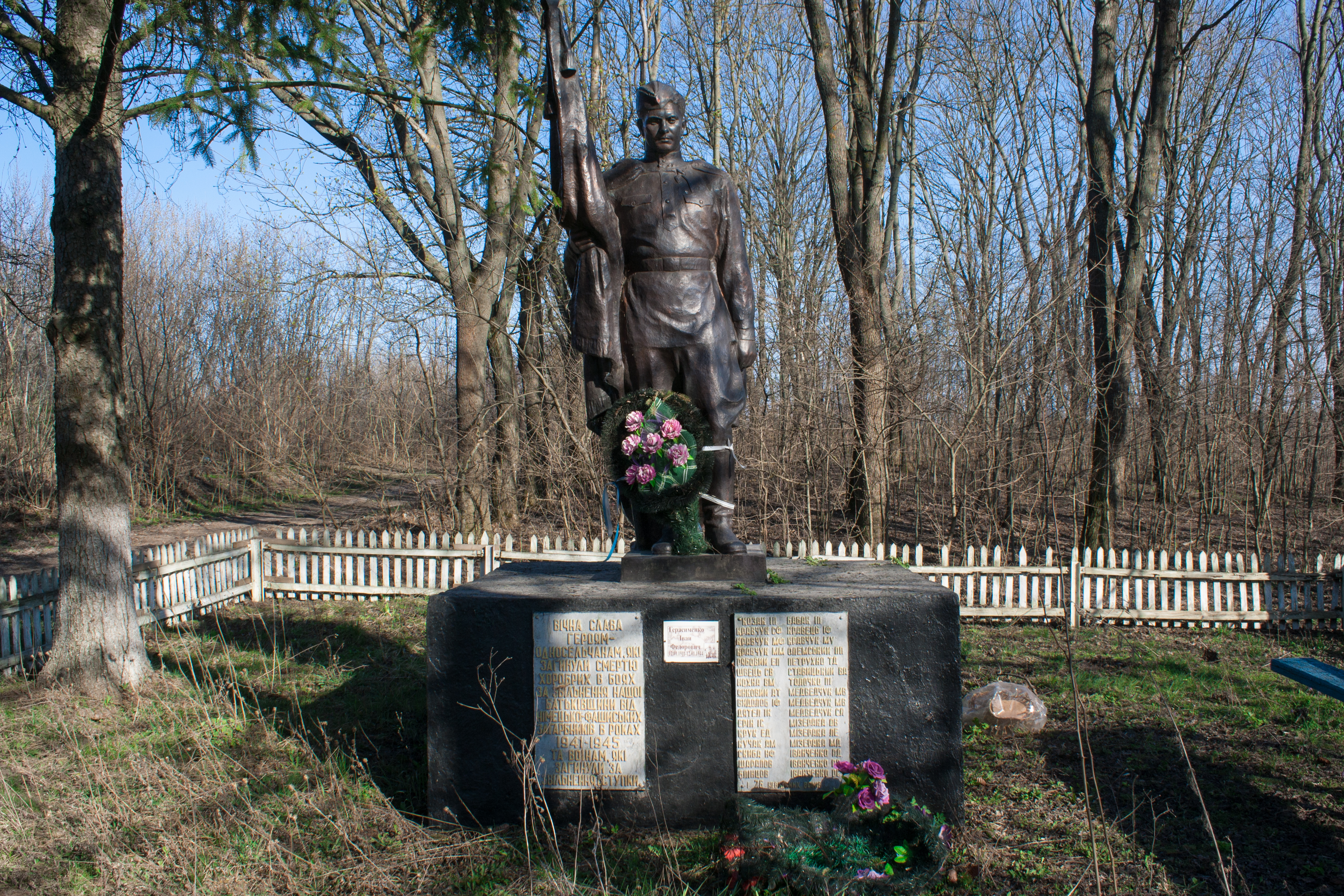
Братська могила та пам'ятник воїнам-односельчанам